# Eureka Pocket
Eureka Pocket è stata una collana editoriale pubblicata dall'Editoriale Corno.

## Storia editoriale
La serie riproponeva serie a fumetti parzialmente già pubblicate sulla rivista Eureka ma anche materiale inedito; inizialmente vennero pubblicate serie avventurose classiche statunitensi come Uomo mascherato, Brick Bradford, Cino e Franco alle quali seguirono anche storie della Marvel Comics e poi serie umoristiche sempre di produzione americane tranne qualche eccezione come Sturmtruppen, Lupo Alberto o Maxmagnus.
La chiusura della collana, a causa delle scarse vendite, è avvenuta nel 1984 con l'ottantaduesimo numero dedicato a Cattivik.

## Elenco
| n. | Titolo                                                                | Autori                          | Data           |
| -- | --------------------------------------------------------------------- | ------------------------------- | -------------- |
| 1  | L'uomo mascherato                                                     | Lee Falk e Ray Moore            | dicembre 1968  |
| 2  | Mandrake                                                              | Lee Falk e Phil Davis           | gennaio 1969   |
| 3  | Flash Gordon                                                          | Alex Raymond                    | febbraio 1969  |
| 4  | Agente segreto X-9                                                    | Alex Raymond                    | marzo 1969     |
| 5  | Cino e Franco                                                         | Lyman Young                     | aprile 1969    |
| 6  | Radio Pattuglia                                                       | Charlie Schmidt                 | maggio 1969    |
| 7  | Brick Bradford                                                        | Clarence Gray                   | giugno 1969    |
| 8  | 30 racconti del terrore (da leggersi in una serata tediosa)           | Stan Lee                        | marzo 1972     |
| 9  | Spirit, un detective creduto morto                                    | Will Eisner                     | 1972           |
| 10 | Terry: un colonnello sotto accusa                                     | George Wunder                   | agosto 1972    |
| 11 | Il Colt più scalcinato del West                                       | Tom K. Ryan                     | febbraio 1972  |
| 12 | Sturmtruppen - Bagatelle liete e no di un esercito di piccoli soldati | Bonvi                           | maggio 1973    |
| 13 | Arturo e Zoe - Due bambini allo specchio                              | Ernie Bushmiller                | agosto 1973    |
| 14 | Terrore a colazione                                                   | Stan Lee                        | novembre 1973  |
| 15 | L'assalto delle Sturmtruppen                                          | Bonvi                           | gennaio 1974   |
| 16 | Alle corte con Re Maxmagnus                                           | Max Bunker e Magnus             | marzo 1974     |
| 17 | Fantasticherie e realtà di Gummer Street                              | Phil Krohn                      | maggio 1974    |
| 18 | Brumilda mondo strega                                                 | Russell Myers                   | luglio 1974    |
| 19 | Il volto del terrore                                                  | Stan Lee                        | settembre 1974 |
| 20 | Little Orphan Annie                                                   | Harold Gray                     | novembre 1974  |
| 21 | Tutti al fronte con le Sturmtruppen                                   | Bonvi                           | marzo 1975     |
| 22 | Parapsicosi                                                           | Max Bunker                      | marzo 1975     |
| 23 | Fester-Bester Tester                                                  | Don Martin                      | maggio 1975    |
| 24 | Heil Sturmtruppen                                                     | Bonvi                           | maggio 1975    |
| 25 | Di terrore si muore                                                   | Stan Lee                        | luglio 1975    |
| 26 | Capitan Klutz                                                         | Don Martin                      | agosto 1975    |
| 27 | Brumilda mondo racchio                                                | Russell Myers                   | settembre 1975 |
| 28 | ...e un giorno arrivarono i coloniali                                 | Joe Escourido                   | ottobre 1975   |
| 29 | Collezione con Tiffany                                                | Pat Tourret e Jenny Butterworth | novembre 1975  |
| 30 | Fantaterrore                                                          | Stan Lee                        | dicembre 1975  |
| 31 | Scarth - Una donna anno zero                                          | Luis Roca e Jo Addams           | gennaio 1976   |
| 32 | Maschera Nera                                                         | Max Bunker e Paolo Piffarerio   | febbraio 1976  |
| 33 | Ein, Zwei, Marsch... Sturmtruppen                                     | Bonvi                           | marzo 1976     |
| 34 | Lupo Alberto                                                          | Silver                          | aprile 1976    |
| 35 | Asso di picche                                                        | Hugo Pratt                      | maggio 1976    |
| 36 | I coloniali molti anni dopo...                                        | Joe Escourido                   | giugno 1976    |
| 37 | Colt 192                                                              | Tom K. Ryan                     | luglio 1976    |
| 38 | Un giorno di terrore                                                  | Stan Lee                        | agosto 1976    |
| 39 | F.B.I. chiama Agente Corrigan - Agente segreto X-9                    | Archie Goodwin e Al Williamson  | settembre 1976 |
| 40 | Alleluja Sturmtruppen                                                 | Bonvi                           | ottobre 1976   |
| 41 | Brick Bradford il viaggiatore dello spazio                            | Clarence Gray                   | novembre 1976  |
| 42 | Sturmtruppen ora e sempre                                             | Bonvi                           | marzo 1977     |
| 43 | L'ora del terrore                                                     | Stan Lee                        | maggio 1977    |
| 44 | Cattivik                                                              | Silver                          | luglio 1977    |
| 45 | Viva le Sturmtruppen                                                  | Bonvi                           | settembre 1977 |
| 46 | Il meglio di Andy Capp                                                | Reg Smythe                      | novembre 1977  |
| 47 | Il meglio di Tommy Wack                                               | Hugh Morren                     | gennaio 1978   |
| 48 | Ssst... Sturmtruppen                                                  | Bonvi                           | marzo 1978     |
| 49 | Una più del diavolo - Kirie e Leison                                  | Pino Zac                        | maggio 1978    |
| 50 | Sul filo del terrore                                                  | Stan Lee                        | luglio 1978    |
| 51 | I perdenti                                                            | Bob Kanigher                    | ottobre 1978   |
| 52 | Sturmtruppen Attack!                                                  | Bonvi                           | novembre 1978  |
| 53 | Cattivik il genio del male                                            | Silver                          | gennaio 1979   |

03/1979	54	Sturmtruppen - Allarm	Bonvi	
05/1979	55	Un brivido di terrore	 	Stan Lee	
07/1979	56	Lupo Alberto nella vecchia fattoria Silver	
09/1979	57	Sturmtruppen - Fuoco	Bonvi	
11/1979	58	Tommy Wack - Party Time  Hugh Morren	
03/1980	59	Sturmtruppen a la Morten	Bonvi	
05/1980	60	Kirie & Leison	Pino Zac	
07/1980	61	Bear il porno orsetto	 	Posy	
09/1980	62	Sturmtruppen a la Guerren	Bonvi	
11/1980	63	Tommy Wack - Il lavoro nobilita ma...	Hugh Morren	
01/1981	64	Il dottor Kildare	 	Ken Bald	
03/1981	65	Il meglio delle Sturmtruppen	Bonvi	
05/1981	66	Woody Allen I°	Inside Stuart Hample	
07/1981	67	Lupo Alberto - Marta Marta tu mi... Silver	
09/1981	68	Sturmtruppen eroiken	Bonvi	
11/1981	69	Gli sbulinati The Dropouts	Howard Post	
01/1982	70	Il meglio di Andy Capp 2	Reg Smythe	
03/1982	71	Sturmtruppen a la Glorien	Sturmtruppen	Bonvi	
05/1982	72	Garfield Jim Davis	
07/1982	73	Lupo Alberto e la gallina Marta - Peccato che sia un mascalzone	Silver	
09/1982	74	Annie	 	Leonard Starr	
11/1982	75	Sturmtruppen all'erten	Bonvi	
01/1983	76	Andy Capp ha 25 anni Reg Smythe	
03/1983	77	Lupo Alberto Blues	Silver	
05/1983	78	Sturmtruppen a la baionetten	Bonvi	
07/1983	79	Lupo Alberto Alto là!	Silver	
09/1983	80	Garfield... Mondo Gatto! Jim Davis	
11/1983	81	Provaci ancora Woody	Inside Woody Allen	Stuart Hample	
01/1984	82	Cattivik Silver (ristampa incompleta del numero 44)